# George Warrington
George David Warrington (* 19. September 1952 in Bayonne (New Jersey); † 24. Dezember 2007 in Mendham (New Jersey)) war ein amerikanischer Eisenbahnmanager. Er war CEO bei New Jersey Transit und Amtrak.
Warrington wuchs in Ridgefield Park (New Jersey) auf. An der Syracuse University legte er 1975 einen Master in Public Administration ab. Anschließend begann er eine Tätigkeit im Verkehrsministerium von New Jersey.
George Warrington war ab der Gründung der New Jersey Transit 1980 bei ihr beschäftigt. Er wurde später Vizepräsident und General Manager der Gesellschaft. Von 1990 bis 1992 arbeitete er als Deputy Commissioner im Verkehrsministerium von New Jersey. Danach war er zwei Jahre als Executive Director und Präsident der Delaware River Port Authority und der Port Authority Transit Corporation (Patco) tätig. Von 1994 bis 1998 war er verantwortlich für den Nordostkorridor von Amtrak. Anschließend war er bis 2002 Präsident von Amtrak. Während seiner Amtszeit wurde der Hochgeschwindigkeitszug Acela Express auf dem Nordostkorridor eingeführt. Er befürwortete entsprechende Subventionen für den öffentlichen Schienenverkehr, um dadurch bessere Angebote erstellen zu können. Sein Ziel war durch höhere Passagierzahlen langfristig die Lage von Amtrak zu verbessern. Damit geriet er mehrfach in Konflikt mit der Politik. Das von den Republikaner im Kongress angestrebte Ziel, bis 2002 die Kostendeckung von Amtrak zu erreichen, konnte er aus realistischen Gründen nicht erreichen. 
Danach wechselte er wieder zu New Jersey Transit als Executive Director. Während seiner Tätigkeit erweiterte das Angebot von New Jersey Transit über das vorherige Niveau hinaus. So wurden weitere Linien eröffnet oder vorhandene verlängert. Außerdem wurden unter seiner Leitung weiteres Rollmaterial beschafft, unter anderem erstmals Doppelstockwagen. 
Im März 2007 beendete er diese Tätigkeit und gründete eine Unternehmensberatung. Er verstarb im Dezember 2007 an Bauchspeicheldrüsenkrebs. Warrington war verheiratet und hatte einen Sohn. 